# Laelia anamesa
Laelia anamesa är en fjärilsart som beskrevs av Collenette 1934. Laelia anamesa ingår i släktet Laelia och familjen tofsspinnare. Inga underarter finns listade i Catalogue of Life.